# 1. division 1950-51 (fodbold)
1. division 1950-51 var den 38. sæson i Danmarksturneringen. AB vandt det danske mesterskab for syvende gang. OB blev nummer to og opnåede dermed klubbens bedste placering nogensinde. For tredje år i træk gik bronzemedaljerne til AGF.

I slutstillingen var der kun fem point mellem nummer to og sidstepladsen. Før sidste runde var fem hold i fare for at rykke ned, samtidig med, at de havde chancen for at vinde en medalje. KB, der havde vundet mesterskabet de foregående tre år, rykkede ned efter at flere af holdets bedste spillere havde forladt klubben i 1950. Axel Pilmark og Niels Bennike blev professionelle i italiensk fodbold, og Harald Lyngsaa og anfører Erik Glümer stoppede karrieren.

KB tabte i sidste runde foran 27.400 tilskuere i Københavns Idrætspark deres sidste kamp med 0-2 til BK Frem, som dermed reddede sig en ny sæson i 1. division.

Arne Kleven vandt sit fjerde mesterskab som træner, hvilket var ny rekord. Rekorden blev først overgået 47 år senere i 1998 af Ebbe Skovdahl, Brøndby IF.

Oprykkerne B 1909 erstattede denne sæson ØB i 1. division, hvilket betød, at der for første gang ikke var et flertal af københavnske klubber i den bedste række.

## Tabel
| Nr | Hold       | K  | V  | U | T | Mf |   | Mi | +/- | P            |
| -- | ---------- | -- | -- | - | - | -- | - | -- | --- | ------------ |
| 1  | AB         | 18 | 11 | 6 | 1 | 34 | – | 15 | +19 | 28           |
| 2  | OB         | 18 | 8  | 3 | 7 | 19 | – | 26 | −7  | 19           |
| 3  | AGF        | 18 | 5  | 8 | 5 | 31 | – | 28 | +3  | 18           |
| 4  | Køge BK    | 18 | 7  | 4 | 7 | 30 | – | 31 | −1  | 18           |
| 5  | B 1903     | 18 | 7  | 3 | 8 | 25 | – | 24 | +1  | 17           |
| 6  | BK Frem    | 18 | 5  | 7 | 6 | 24 | – | 24 | 0   | 17           |
| 7  | B 93       | 18 | 7  | 3 | 8 | 27 | – | 28 | −1  | 17           |
| 8  | Esbjerg fB | 18 | 7  | 2 | 9 | 31 | – | 37 | −6  | 16           |
| 9  | B 1909 (O) | 18 | 5  | 6 | 7 | 23 | – | 30 | −7  | 16           |
| 10 | KB (M)     | 18 | 4  | 6 | 8 | 24 | – | 25 | −1  | 14Nedrykning |

 K: Kampe spillet, V: Vundne kampe, U: Uafgjorte kampe, T: Tabte kampe, Mf: Mål for, Mi: Mål imod, +/-: Måldifference, P: Point

 
Oprykker fra 2. division: Skovshoved IF